# Olympische Jugend-Sommerspiele 2014/Reiten
| Reiten bei den II. Olympischen Jugend-Sommerspielen | Reiten bei den II. Olympischen Jugend-Sommerspielen |
| Reiten                                              | Reiten                                              |
| Informationen                                       | Informationen                                       |
| --------------------------------------------------- | --------------------------------------------------- |
| Teilnehmer:                                         | 30 Athleten                                         |
| Datum:                                              | 19. August–24. August                               |
| Austragungsort:                                     | Nanjing International Exhibition Center             |
| Wettkampfort:                                       | Nanjing                                             |
| Entscheidungen:                                     | 2                                                   |
| ← Singapur 2010                                     | Buenos Aires 2018 →                                 |
|                                                     | Reiten                                              |

| Olympische Jugend-Sommerspiele 2014 (Medaillenspiegel Reiten) | Olympische Jugend-Sommerspiele 2014 (Medaillenspiegel Reiten) | Olympische Jugend-Sommerspiele 2014 (Medaillenspiegel Reiten) | Olympische Jugend-Sommerspiele 2014 (Medaillenspiegel Reiten) | Olympische Jugend-Sommerspiele 2014 (Medaillenspiegel Reiten) | Olympische Jugend-Sommerspiele 2014 (Medaillenspiegel Reiten) |
| Platz                                                         | Mannschaft                                                    | Goldmedaillen                                                 | Silbermedaillen                                               | Bronzemedaillen                                               | Gesamt                                                        |
| ------------------------------------------------------------- | ------------------------------------------------------------- | ------------------------------------------------------------- | ------------------------------------------------------------- | ------------------------------------------------------------- | ------------------------------------------------------------- |
| 01                                                            | Gemischte Mannschaft                                          | 1                                                             | 1                                                             | 1                                                             | 3                                                             |
| 02                                                            | Neuseeland                                                    | 1                                                             | —                                                             | —                                                             | 1                                                             |
| 03                                                            | Argentinien                                                   | —                                                             | 1                                                             | —                                                             | 1                                                             |
| 04                                                            | Australien                                                    | —                                                             | —                                                             | 1                                                             | 1                                                             |

Bei den Olympischen Jugend-Sommerspielen 2014 in Nanjing wurden vom 19. bis 24. August 2014 zwei Wettbewerbe im Reitsport ausgetragen. Die Wettkämpfe fanden im Nanjing International Exhibition Center statt.
Die Pferde wurden den Reitern drei Tage vor Beginn der Wettbewerbe zugelost. Sportlicher Direktor der Springreitwettbewerbe war in Nanjing Lars Meyer zu Bexten.

## Springreiten

### Einzel
| Platz | Land | Athlet                         | Strafpunkte nach zwei Umläufen | Strafpunkte im Stechen | Zeit im Stechen |
| ----- | ---- | ------------------------------ | ------------------------------ | ---------------------- | --------------- |
| 1     | NZL  | Emily Fraser auf „Exilio“      | 0                              | 0                      | 39,75 s         |
| 2     | ARG  | Martina Campi auf „Darina“     | 0                              | 0                      | 39,95 s         |
| 3     | AUS  | Jake Hunter auf „For The Star“ | 0                              | 4                      | 40,37 s         |

Die Finalwettkämpfe wurden am 24. August ausgetragen.
Die zwei Erstplatzierten Fraser und Campi blieben über alle drei Runden fehlerfrei, so dass die Zeit im Stechen über Gold- und Silbermedaille entschied. Ebenso blieben der Bronzemedaillengewinner Hunter und die Viertplatzierte  Sabrina Rivera Meza in den ersten beiden Umläufen ohne Fehler, leisteten sich aber im Stechen 4 bzw. 8 Fehlerpunkte.

### Mannschaft
| Platz | Land        | Athlet | Strafpunkte nach zwei Umläufen |
| ----- | ----------- | --- | ------------------------------ |
| 1     | Europa      | Matias Alvaro ( ITA) auf „Montelini“, Michael G. Duffy ( IRL) auf „Commander“, Jake Saywell ( GBR) auf „Galaxy“, Filip Agren ( SWE) auf „Abel“, Lisa Nooren ( NED) auf „For The Sun“                                                | 0                              |
| 2     | Südamerika  | Francisco S. Calvelo Martinez ( URU) auf „Lord Power“, Antoine Porte ( CHI) auf „Zyralynn“, Valeria Maria Jimenez Caballero ( PAR) auf „Cenai“, Martina Campi ( ARG) auf „Darina“, Bianca de Souza Rodrigues ( BRA) auf „La Gomera“ | 4                              |
| 3     | Nordamerika | Polly Serpell ( CAY) auf „Giorgio Zan“, Macarena Chiriboga Granja ( ECU) auf „Brigand“, Sabrina Rivera Meza ( ESA) auf „Con-Zero“, Stefanie Brand ( GUA) auf „Chica“, Maria Gabriela Brugal ( DOM) auf „Famoso“                     | 8                              |

Die Finalwettkämpfe wurden am 20. August ausgetragen.
In der Mannschaftswertung wurden die Reiter in sechs Kontinentalmannschaften zu je fünf Startern eingeteilt. Von den fünf Reitern pro Mannschaft kamen pro Umlauf die drei besten Ergebnisse in die Wertung.